# Шейново
Вижте пояснителната страница за други значения на Шейново.
Шейново е село в Южна България, област Стара Загора, община Казанлък.

## География
Село Шейново се намира на 3 км от полите на Стара планина. То е едно от деветнадесетте населени места в рамките на община Казанлък. Селото е разположено в Казанлъшката котловина, част от Задбалканските котловини.
Само на няколко километра се намира язовир „Копринка“, подходящ за плажуване и риболов.
Шейново се нарежда на трето място по население и големина в тази селищна система, след Крън и Енина. Близкото отстояние от общинския център – гр. Казанлък, само 12 км, добрата инфраструктура и редовният обществен транспорт правят Шейново привлекателно за живеене и бизнес. Строят се много нови жилищни сгради, много стари се реставрират. През последните години се наблюдава тенденция към увеличаване броя на децата и младите семейства в селото.

## История
Шейново е село, изиграло важна роля в движението за Освобождение на България от османска власт. Известно със знаменитата Шейновска битка. Първите жители, потърсили подслон в това село, са били изселени от Родопите. Турски семейства се заселват и създават село Шейново, поради дадените природни богатства: плодородно поле, умерен климат в близост до величествена планина, от която текат много реки, минаващи през селото. Буйни потоци, идващи от Ормана, Хаджиевец и от местността Чобан Чаир и др. Годината на основаването на селото – 1663 г. е спомената в документи на турския пътешественик Евлия Челеби, който няколко пъти посещава селата в районите на Стара Загора и на Казанлъшката долина. Той пише: 
| „ | За да се отиде в село „Ортукча“, трябва да се мине през Акча-Казанлък и Шекерледе-Хаджи Димитрово. Около създаденото село е имало богата растителност, вековни брястове, орехи, тополи и върби, които са поддържали постоянна хладина и влага в земята. | “ |

Данни сочат, че първото име на селото е било „Ортукча“, което в превод означавало завладявам и разделям. Предполага се, че заселниците, идващи от Родопите, заемат земите южно от Шипка. По-късно турците го наричали „Омучоолу“, което в превод означавало село, облечено в хубава премяна. След Освобождението в общината е намерен документ от XVII век, според който се предполага, че селото носи третото си име от турския пълководец Лала Шахин, пребивавал по тези места. Най-правдоподобно името му Шейново да е от турските думи шен и ова, което в превод означава „Весело поле“ с обилна зеленина, множество реки и извори. Още преди Освобождението на руските карти, наред с Шипка и Казанлък, е било изписано името Шейново.
След 1937 г. селото започва да се благоустроява по закона за Трудовата повинност, според който всеки работоспособен български гражданин трябва да отработи по 10 – 15 дни по благоустрояването на селото по програма на общината. В с. Шейново има прогимназия, нарастват нуждите от класни стаи. Училищното настоятелство взема решение да построи втори етаж на училището. През 1935 – 1936 г. е започнато строителството му. През 1948 г. Шейново се електрифицира. На 2 февруари 1949 г. се учредява трудово кооперативно земеделско стопанство (ТКЗС) с 58 членове. През 1959 г. се образува Обединено трудово кооперативно земеделско стопанство (ОТКЗС) „Шипченска епопея“, в което влизат: Шейново, Шипка, Дунавци, Г. Дряново, Ясеново. През 1959 г. се приема строителен план за благоустрояване на с. Шейново: водоснабдяване и канализация, обновяване на центъра, изправяне и асфалтиране на улици, закриване на течащи реки през селото, построяване на околовръстен път Дунавци – Шипка, стадион, ново читалище, административна сграда на ТКЗС, битов комбинат, паметник на победата, парк, детски ясли, детска градина, младежки дом, пристройка и разширение на училището. На 20 юни 1960 г. се прави първа копка за ново читалище в центъра на селото, открито на 19 януари 1964 г. През 1961 г. се открива новопостроен стадион, на който се провеждат републикански селски състезания. Празник за селото е провеждането на 18-ата републиканска селска спартакиада през 1978 г. През пролетта на 1981 г. се честват 100 г. от основаването на училището в селото, а през 1984 г. – 100 г. от създаване на читалището. На 9 септември 1944 г. библиотеката към читалището има фонд 800 тома, който нараства до 26 000 тома през 1984 г.

## Население
Численост
Численост на населението според преброяванията през годините:
| \| Година на преброяване \| Численост \| \| --------------------- \| --------- \| \| 1934 \| 2008 \| \| 1946 \| 1999 \| \| 1956 \| 1774 \| \| 1965 \| 1800 \| \| 1975 \| 2030 \| \| 1985 \| 2148 \| \| 1992 \| 2046 \| \| 2001 \| 2002 \| \| 2011 \| 1871 \| \| 2021 \| 1555 \| |           |
| Година на преброяване | Численост |
| 1934 | 2008      |
| 1946 | 1999      |
| 1956 | 1774      |
| 1965 | 1800      |
| 1975 | 2030      |
| 1985 | 2148      |
| 1992 | 2046      |
| 2001 | 2002      |
| 2011 | 1871      |
| 2021 | 1555      |

### Преброяване на населението през 2011 г.
Численост и дял на етническите групи според преброяването на населението през 2011 г.:
|                     | Численост | Дял (в %) |
| Общо                | 1 871     | 100       |
| Българи             | 1 015     | 54,24     |
| Турци               | 235       | 12,56     |
| Цигани              | 287       | 15,33     |
| Други               | 23        | 1,22      |
| Не се самоопределят | 14        | 0,74      |
| Неотговорили        | 297       | 15,87     |

## Културни и природни забележителности
Отстои на 1 км от откритите от експедиция ТЕМП тракийски могили със съкровища Голяма Косматка и Косматка.
В село Шейново се намира Паметникът на победата, издигнат на мястото, където е победен Вейсел паша.

## Редовни събития
Много и разнообразни са редовните събития в културния и обществения живот на селото. В хронологичен ред те са разположени така:
- 9 януари – тържествено отбелязване на годишнината от боевете при Шейново (1878 г.). Събитието се организира и провежда при Паметника на победата.
- 25 март – празник на храма на селото „Свето Благовещение“. В отслужването на празничната литургия в църквата винаги гостува старозагорският митрополит Галактион.
- 6 май, Гергьовден – ежегоден празник на селото. Културно-музикалната програма винаги включва многобройни и разнообразни изпълнения на местни и гостуващи ансамбли и изпълнители. В традиция се превръща и ежегодният мотокрос по случай празника. Многото участници и големите награди за победителите в различните класове превръщат това спортно мероприятие в истинско и незабравимо зрелище.
- Ежегодно в селото се отбелязват такива светли дати като националния празник 3 март; празника на българската просвета и писменост 24 май, годишнините от Априлското въстание и много други.

Националните обреди и обичаи се спазват с традиционните кукерски игри и лазаруване.

## Други
На селото е наречена улица „Шейново“ в Центъра на София (Карта).